# Hermann von Vicari

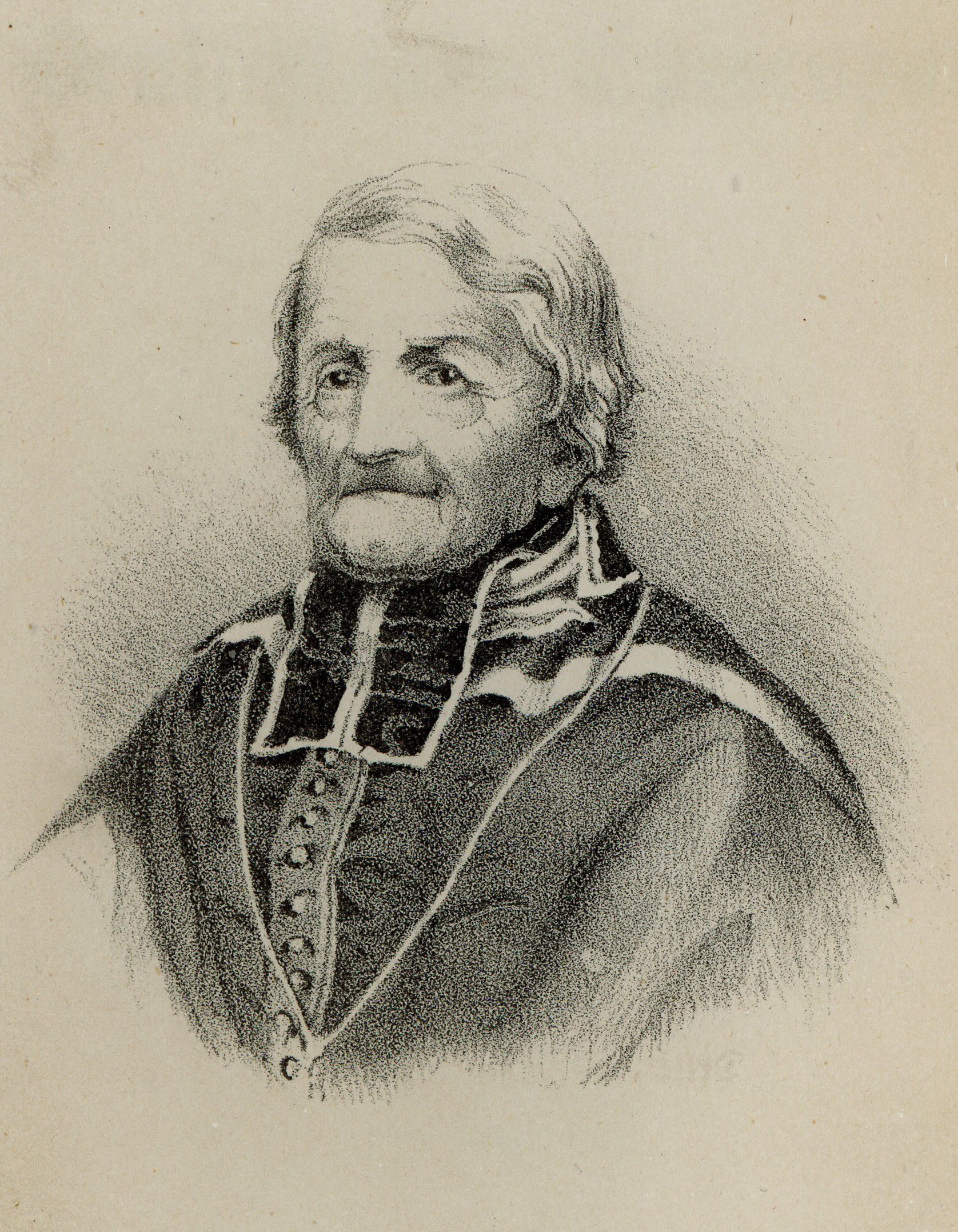
Hermann von Vicari

Von Julius Seitz geschaffene Portraitstatue Hermann von Vicaris im Freiburger Münster

Hermann von Vicari (* 13. Mai 1773 in Aulendorf; † 14. April 1868 in Freiburg im Breisgau) war von 1842 bis 1868 römisch-katholischer Bischof, Erzbischof von Freiburg im Breisgau. 

## Leben
Hermann von Vicari wurde nach Abschluss seiner juristischen Studien im Jahre 1797 zum Priester geweiht. Erst in den nachfolgenden Jahren holte er in Privatstudien die fehlende theologische und philosophische Ausbildung nach. Ohne praktische Erfahrung in der Gemeindearbeit wurde Vicari persönlicher Mitarbeiter des Konstanzer Generalvikars Ignaz Heinrich von Wessenberg. Bei der Errichtung des Erzbistums Freiburg im Jahre 1821 wurde er als einziges Mitglied der Konstanzer Kurie in das Freiburger Metropolitankapitel berufen und von Erzbischof Bernhard Boll im Jahre 1827 zum Generalvikar ernannt.
Am 24. Februar 1832 wurde er zum Weihbischof in Freiburg und zum Titularbischof von Macri ernannt. Die Bischofsweihe spendete ihm am 8. April 1832 Bernhard Boll.
Nach dem Tode Bernhard Bolls, des ersten Freiburger Erzbischofs, im Jahre 1836 wurde er einstimmig vom Domkapitel zu dessen Nachfolger gewählt, scheiterte aber an den Einsprüchen der römischen Kurie und der badischen Regierung. An seiner Stelle wurde Ignaz Anton Demeter für die folgenden sechs Jahre Erzbischof von Freiburg. Bei der Wahl eines neuen Erzbischofs erhielt Hermann von Vicari im Jahre 1842 erneut den einstimmigen Zuspruch des Freiburger Domkapitels. Obwohl weiterhin Bedenken gegen seine Person bestanden, akzeptierten ihn sowohl die Landesregierung als auch die zuständigen Stellen in Rom, da sie in ihm auf Grund seines fortgeschrittenen Alters von fast siebzig Jahren eine Übergangslösung sahen. Trotz seiner schwächlichen Konstitution und bescheidener rhetorischer Fähigkeiten wurde Hermann von Vicari in den 26 Jahren seiner Amtszeit zum Protagonisten im Badischen Kulturkampf, einer Auseinandersetzung zwischen Kirche und Staat im Großherzogtum Baden. Obwohl er im Badischen Kulturkampf zeitweise unter Hausarrest stand, blieb er mit großer Festigkeit und Charakterstärke seinem Anliegen treu, die katholische Kirche aus einer starken landesherrlichen Beeinflussung zu befreien und eine nachhaltige Anlehnung an die Vorgaben Roms herbeizuführen. In der historischen Bewertung gilt Hermann von Vicari als eine der wichtigsten Gestalten in der Erneuerung des deutschen Katholizismus im 19. Jahrhundert.
Vicari wurde im Freiburger Münster bestattet. Dort erinnert unter anderem eine Porträtstatue des Künstlers Julius Seitz an den ehemaligen Erzbischof Freiburgs.